# Joan Gideon Loten
Joan Gideon Loten (Sint-Maartensdijk, 16 mai 1710-Utrecht, 25 février 1789) est un administrateur colonial et naturaliste hollandais, gouverneur du Ceylan néerlandais de 1752 à 1757.

## Biographie
Il fait ses études à l'université d'Utrecht (1726) où il est élève de Pieter van Musschenbroek et arrive en Inde en 1732 comme membre de la Compagnie néerlandaise des Indes orientales.
D'abord Gouverneur de Makassar (1744-1750), il est nommé Gouverneur de Batavia, Ceylan et de l'archipel des Célèbes le 10 septembre 1752, poste qu'il conservera jusqu'au 17 mars 1757.
À Colombo, il collecte de nombreux spécimens zoologiques et botaniques que Pieter Cornelius de Bevere et Peter Brown peignent et dessinent, collection qui sera plus tard confiée au Musée d'histoire naturelle de Londres.
De retour aux Pays-Bas en 1758, il s'installe à Londres en 1759 où il restera vingt-deux ans mais doit quitter le pays en 1781 après le déclenchement des guerres anglo-néerlandaises. Il se réinstalle alors à Utrecht où il finit sa vie.
Il est inhumé dans la Jacobikerk.

## Récompenses et distinctions

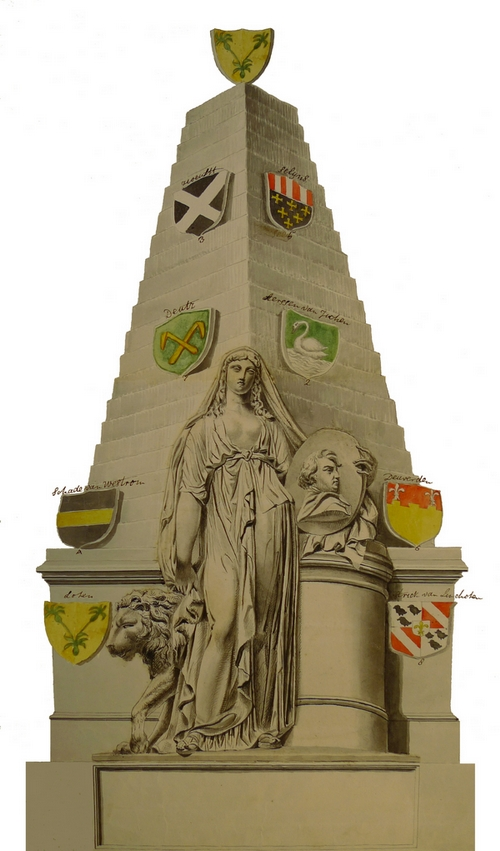
Monument en l'honneur de Loten dans l'Abbaye de Westminster

- Il est élu membre de la Royal Society en 1760 et de la Society of Antiquaries of London en 1761.
- Thomas Banks réalise en son honneur en 1795 un monument impressionnant dans l'abbaye de Westminster.
- Une espèce d'oiseaux porte son nom: Souimanga de Loten (Cinnyris lotenius)

## Œuvres
- Correspondentie van Johan Gideon Loten, 1737
- Memoir, publié en 1935
- Bird Drawings from the Loten Collection, publié en 1990